# Wyche
Wyche – wieś w Anglii, w hrabstwie Worcestershire, w dystrykcie Malvern Hills. Leży 14 km na południowy zachód od miasta Worcester i 166 km na północny zachód od Londynu.